# 7,62×39 мм
Патрон 7,62×39 мм — проміжний набій радянського походження. Широке застосування патрон отримав завдяки світовому поширенню радянських гвинтівок зразка СКС і АК-47, а також ручних кулеметів РКД і РКК.
У деяких випадках набій 7,62×39 мм згадують як 7,62×39 мм M43. У США був відомий, як .30 Short Russian, але в даний час, в силу своєї відомості, поширеності та популярності, даний патрон в багатьох зарубіжних джерелах згадується як «7.62×39».
АК-47 був розроблений незабаром після Другої світової війни, пізніше став АКМ через проблеми з виробництвом листового металу. Зараз ця зброя є найпоширенішою у світі гвинтівкою військового зразка. Патрон залишався радянським стандартом до 1970-х років. Частково був замінений на радянському озброєнні патроном 5,45×39 мм, який був введений у нову гвинтівку АК-74, і продовжує перебувати на озброєнні з модернізованою поточною гвинтівкою збройних сил Росії АК-74М, а також АК-12. У 21-му столітті патрон 7,62×39 мм залишається загальноприйнятим службовим патронником, у тому числі для нових рушниць, таких як AK-15.

## Історія
У 1928 році в СРСР проводилися конкурсні випробування автоматичних гвинтівок, під час яких постало питання про перехід до зменшеного калібру. Ось що говорилося в одному з документів Артилерійського комітету від 27 лютого 1928 року: «... замовлені самозарядні гвинтівки виявляються важкими, і цілком можливо, що для полегшення ваги доведеться піти на зменшення калібру, мабуть, потрібно переходити на калібр 2,5 лінії (прим: 6,35 мм). Питання це проробляється і буде вирішено ймовірно з утвердженням РВС СРСР нової системи озброєння». Також Ф. В. Токарєва були представлені 6,5-мм автоматичні карабіни (під японський патрон 6,5×50 мм з діаметром основи гільзи 11,35 мм). Роботи зі створення проміжного патрона були близькі до завершення в 1939 р. Для дослідження питання був розроблений патрон калібру 5,45 мм і було дано завдання на проектування самозарядною гвинтівки під цей патрон. Однак у зв'язку з військовими діями конструктори були переключені на більш актуальні роботи.
Аналіз бойових операцій під час Другої Світової війни показував, що при насиченні армій воюючих сторін механізованими засобами пересування найбільш напружені бої для піхоти розгортаються на коротких дистанціях і протікають дуже швидкоплинно. Оскільки піхота не завжди може розраховувати на підтримку артилерії і інших потужних вогневих засобів, необхідно було забезпечити підвищення потужності вогню піхоти за допомогою легкої і компактної зброї.
Пістолет-кулемет дозволяв успішно вирішувати ряд бойових завдань, що стоять перед піхотою, так як він мав порівняно невелику масу і ефективну вражаючу дію. Однак дальність дієвого вогню з цього виду зброї не перевищувала 200-300 м.
Гвинтівкові патрони розроблялися виходячи із забійної сили кулі на відстанях понад 2000 м. Оскільки в ході бою вогонь зі стрілецької зброї на цій дальності не вівся навіть з станкових кулеметів, стало очевидним, що гвинтівкові патрони мають надлишкову потужність. Спроби створення автоматичних гвинтівок і легких ручних кулеметів під існуючий гвинтівковий патрон виявили, що великий імпульс віддачі індивідуальної автоматичної зброї створював труднощі при стрільбі в русі, стоячи або з коліна. Постало питання про створення нового патрона, який за балістичними даними, масою і габаритами займає проміжне положення між гвинтівковим і пістолетним патронами.
У липні 1943 року на спеціальному засіданні Наркомату озброєнь було проведено обговорення німецьких автоматичних карабінів MKb.42 (H) калібру 7,92×33 мм (діаметр основи гільзи 11,9 мм), що потрапили до радянських військ на Волховському фронті взимку 1942-1943 років, і отриманих з США карабінів M1 Carbine калібру 7,62×33 мм (діаметр основи гільзи 9,04 мм). За результатами обговорення було прийнято рішення про створення зброї аналогічного класу, з ефективною дальністю стрільби близько 400-500 метрів, і про розробку нового патрона до нього. За активної участі В. Г. Федорова в технічне завдання на новий патрон були закладені відразу кілька варіантів калібрів — 5,6 мм, 6,5 мм і 7,62 мм. Розробка базового варіанту була проведена в рекордні терміни конструкторами Н. М. Єлізаровим і Б. В. Сьоміним, і вже в жовтні того ж року на нараді в Наркоматі озброєнь був прийнятий для подальшої розробки новий патрон зменшеної потужності 7,62×41 мм (діаметр основи гільзи 11,26 мм), що мав гостру оболонкову кулю зі свинцевим сердечником і гільзу пляшкової форми без виступаючої закраїни.
Дульна енергія нового патрона, який отримав індекс ГРАУ «57-Н-231», сягала 2200 Дж, що становить приблизно 2/3 від дульної енергії штатного гвинтівкового патрона 7,62×54 мм з діаметром основи гільзи 12,37 мм. Вогонь стрілецької зброї зазвичай застосовувався на дальності не більше 600-800 м (за винятком станкових кулеметів). На цій дистанції кулі проміжного патрона пробивають три соснові дошки товщиною 2,25 см, тобто мають енергію близько 196 Дж і імпульсом близько 2 кг·м/с. Патрон 7,62×41 мм мав істотно кращу балістику в порівнянні з американським патроном 7,62×33 мм з енергією 1300 Дж для легкого карабіна M1 Carbine, забезпечуючи більшу ефективну дальність стрільби і кращу пробивну дію в разі легких перешкод. Пробна партія патронів була випущена в грудні 1943 року, і на світ з'явилися перші тактико-технічні вимоги (ТТВ) на нову зброю піхоти.
Уже за рік була розроблена нова куля — подовжена, з більш загостреним носиком, конічною задньою частиною і сталевим сердечником, що зменшував використання дефіцитного свинцю. Через необхідність не збільшувати загальну довжину патрона, після подовження кулі набій отримав укорочену на 2,5 міліметра гільзу і в такому вигляді був прийнятий на озброєння. В історію він увійшов під найменуванням 7,62×39 або M43 з тим же індексом ГРАУ 57-Н-231, ставши найпоширенішим проміжним патроном в світі. У 60-х роках навіть піднімалося питання про стандартизацію його в якості додаткового автоматного патрона НАТО, подальшому вирішенню цього питання завадила лише поява малоімпульсного набою 5,56×45 мм.
Ухвалення на озброєння патрона зразка 1943 р. відкрило нові перспективи в конструюванні автоматичної зброї. Відсутність фланця спрощувало конструкцію механізму живлення, менші габарити патрона дозволяли зменшити масу зброї і носимих боєприпасів. Не дуже сильна віддача давала досить ефективну дальність при стрільбі чергами.

## Номенклатура набоїв
- 7,62 БЗ (Індекс ГАУ — 57-БЗ-231) — набій з бронебійно-запалювальною кулею БЗ.

Калібр, мм — 7,62;
довжина кулі, мм — 27,7;
вага кулі, г — 7,7;
вага набою, г — 16,1;
початкова швидкість кулі, м/с — 720–740
7,62-мм набій зразка 1943 р. з бронебійно-запалювальною кулею БЗ, умовне найменування — 7,62 БЗ, індекс — 57-БЗ-231, призначений для ураження легкоброньованих цілей, займання пального, що розташоване за бронею або у товстостінній тарі; і для ураження живої сили, яка перебуває за легкоброньованими укриттями на дальності до 300 м. Набій випускали з латунованою або біметалевою гільзою. Бронебійно-запалювальна куля складається зі сталевої, плакованої томпаком оболонки з томпаковим наконечником, сталевої термообробленої серцевини зі свинцевою сорочкою і запального складу, що знаходиться в свинцевому піддоні. При ударі кулі по броні свинцевий піддон, рухаючись за інерцією вперед, стискає запальний склад і тим самим запалює його. Полум'я, через отвір, пробитий сталевою серцевиною, проникає в заброньовий простір і здатне запалити пальне.
Бронебійно-запалювальна куля пробиває сталеву каску на відстані 1100 м і протиуламкові бронежилети на відстані 1000 м. Лист броні завтовшки 7 мм пробивається на відстані 200 м. Вершинка кулі забарвлена в чорний колір з червоним паском. На картонних пачках, металевих коробках і дерев'яних ящиках з набоями БЗ нанесена похила чорно-червона смуга.
- 7,62 БП (Індекс ГРАУ — 7 Н23) — набій з бронебійної кулею БП.

Калібр, мм — 7,62;
довжина кулі, мм — 27,4;
вага кулі, г — 7,9;
вага набою, г — 16,3;
початкова швидкість кулі, м/с — 725–740
Створення в 1980-1990-х роках відносно легких протикульних бронежилетів з високим рівнем захищеності та насичення ними підрозділів сухопутних військ багатьох армій світу призвело до необхідності вдосконалення набою зі звичайною кулею. В кінці 1990-х така модернізація була проведена на Барнаульскому верстатобудівному заводі Д. І. Веронським і В. В. Захарьящевою. У ході модернізації змінам піддалися форма, матеріал (замість маловуглецевої сталі, почали використовувати інструментальну сталь У12А) і процес термообробки серцевини. У результаті куля стала бронебійною.
Новий набій був прийнятий на озброєння в 2002 р. і отримав найменування — 7,62-мм набій зразка 1943 р. з бронебійної кулею БП, умовне найменування — 7,62 БП, індекс — 7Н23. Новий набій призначений для ураження живих цілей у засобах індивідуального бронезахисту (розташованих відкрито або за легкими укриттями), вогневих засобів і не броньованої техніки. Конструкція кулі набою 7Н23 аналогічна (за винятком серцевини) набою з кулею зі сталевою серцевиною 7,62 ПС. Гільза набою — сталева лакована. Новий набій більш ніж у три рази перевершив за пробивністю твердих перешкод, набій з кулею ПС. На дальності 200 м бронебійний серцевина кулі нового набою пробиває 5-мм бронеплиту марки 2П, а на 250 м протикульним бронежилет типу 6Б5. При цьому забезпечено спряжуваність траєкторії кулі нового набою з кулею зі сталевою серцевиною. Забарвлення кулі — чорна маківка.
- 7,62 З 7,62-мм набій зразка 1943 року із запальною кулею З, умовне найменування — 7,62 З, індекс — 57-3-231, призначений для запалення горючих рідин (бензин, гас) в сталевих баках із стінками завтовшки до 3 мм, а також легко займистих матеріалів (суха трава, солома тощо) на дальностях до 700 м. За своєю конструкцією та дії куля «7,62 З», належить до типу запалювальних куль з піротехнічним запальним складом і є запально-трасувальною, забезпечуючи спостереження за результатами стрільби по добре видимої (до 700 м вдень і вночі) трасі червоного кольору.

Набій випускали з латунованою або біметалевою гільзою. Куля складається зі сталевої, плакованої томпаком, оболонки з томпаковим наконечником, запального складу, що знаходиться в головній частині кулі, осердя з маловуглецевої сталі, сорочки зі свинцево-стибітного сплаву, біметалічної скляночки з піротехнічним складом (запалювальний, перехідний і трасувальний) і колечка (його призначення таке ж, як і в інших трасувальних набоях). При ударі кулі про тверду перепону відбувається різке динамічне стискування і нагрівання запального складу, сталевою серцевиною, що просувається вперед, в результаті чого запальний склад запалюється. Наконечник кулі мнеться, оболонка розгортається, і полум'я від запального складу забезпечує запалювання цілі. При зустрічі з перепонами малої щільності, через невисоку чутливості кулі, запальний склад може і не загорітись. Існує дві модифікації кулі з різним радіусом оживальної частини. Гостріші, що з'явилися пізніше, в меншій ступені відхиляються від траєкторії кулі ПС.
Маківка кулі набою «7,62 З» забарвлена в червоний колір. На картонних пачках, металевих коробках і дерев'яних ящиках з запальними набоями нанесена похила червона смуга. Набої з бронебійно-запалювальною і запалювальною кулями збиралися вручну і мали високу вартість. Застосовувати їх планувалося тільки в період бойових дій. Для навчальних стрільб ці набої зазвичай не використовували. Після того як були накопичені достатні запаси набоїв з кулею БЗ і З, їх виробництво було припинено.
Нині набої з бронебійно-запалювальною і запалювальною кулями з виробництва зняті, але можуть зустрічатися в армійських запасах.
- 7,62 ВД (Індекс ГАУ — 57-Н-231В) — набій високого тиску зі звичайною кулею ПС зі сталевою серцевиною
- 7,62 З (Індекс ГАУ — 57-3-231) — набій зі запалювальною кулею З. Калібр, мм — 7,62; довжина кулі, мм — 27,9; вага кулі, г — 6,6; вага набою, г — 15,2; початкова швидкість кулі, м/с — 740–755
- 7,62 ПС (Індекс ГАУ — 57-Н-231) — набій зі звичайною кулею ПС зі сталевою серцевиною
- 7,62 ПС гж (Індекс ГАУ — 57-Н-231С) — набій зі звичайною кулею ПС зі сталевою серцевиною й біметалевою гільзою
- 7,62 ПС гс (Індекс ГАУ — 57-Н-231СЛ) — набій зі звичайною кулею ПС зі сталевою серцевиною і сталевою гільзою
- 7,62 Т-45 (Індекс ГАУ — 57-Т-231П) — набій з трасувальною кулею Т-45
- 7,62 Т-45М(Індекс ГАУ — 57-Т-231ПМ) — набій з трасувальною кулею Т-45М
- 7,62 Т-45М (Індекс ГАУ — 57-Т-231ПМ1) — набій з трасувальною кулею Т-45М
- 7,62 УЗ (Індекс ГРАУ — 7 Щ6) — набій з посиленим зарядом
- 7,62 УС (Індекс ГАУ — 57-Н-231У) — набій зменшеної швидкості з обтяженою кулею зі сталевою серцевиною, призначений для стрільби з приладом безшумної та безполум'яної стрільби ПБС-1
- 7,62 УЧ (Індекс ГАУ — 57-Н-231УЧ) — навчальний набій зі звичайною кулею ПС зі сталевою серцевиною
- 7,62 холостий (Індекс ГАУ — 57-Х-231) — холостий набій
- 7,62 ПП (Індекс ГРАУ — 7 Н27) — набій з кулею підвищеної пробивальності
- ПХС-19 (Індекс ГРАУ — 7 Щ2) — набій спеціальний холостий (вишибний)

## Пробивна дія
Пробивна дія кулі набою 7,62×39 мм:
- Сталевий шолом пробивається:

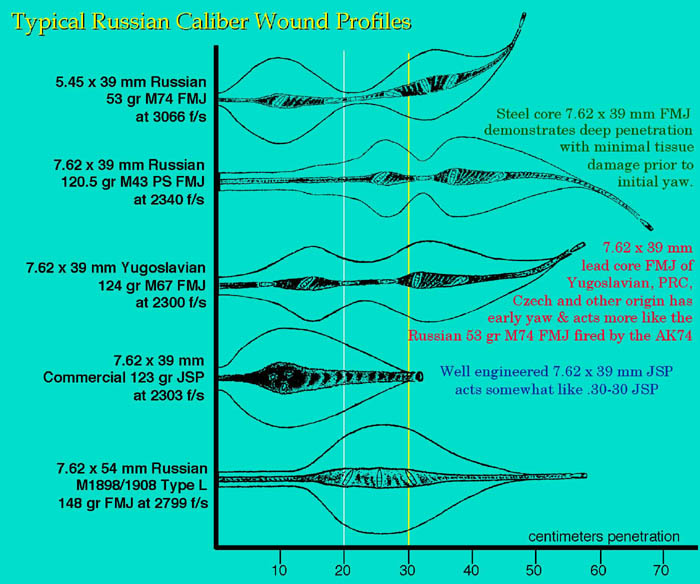
Рановий канал кулі 7,62×39 мм (2-й згори)

  - Кулею зі сталевою серцевиною на відстані 900 м з ймовірністю 80-90%,
  - Бронебійно-запалювальною кулею на відстані понад 1100 м з ймовірністю 80-90%,
- Бронежилет 6Б1 пробивається:
  - Кулею зі сталевою серцевиною на відстані 600 м з ймовірністю 80-90%,
  - Бронебійно-запалювальною кулею на відстані 1000 м з ймовірністю 80-90%.
- Броня сталева високої твердості завтовшки 7 мм при куті зустрічі 90° пробивається бронебійно-запалювальною кулею:
  - На відстані 300 м з ймовірністю 50%,
  - На відстані 200 м з ймовірністю 90%.
- Бруствер з щільно утрамбованого снігу пробивається кулями зі сталевою серцевиною, трасувальними, бронебійно-запалювальними і запальною на відстані 500 м на глибину 70-80 см:
- Земляна перешкода з вільно насипаного супіщаного ґрунту пробивається всіма типами куль на відстані 500 м на глибину 25-30 см.
- Сухі соснові бруси розмірами 20×20 см, скріплені в штабелях, пробиваються бронебійно-запалювальними кулями і кулями зі сталевою серцевиною:
  - На відстані 500 м на глибину 25 см,
  - На відстані 150 м на глибину 30-40 см.
- Цегляна кладка пробивається бронебійно-запалювальними кулями і кулями зі сталевою серцевиною на відстані 100 м на глибину 12-15 см.